# NGC 2200
NGC 2200 ist eine Balken-Spiralgalaxie vom Hubble-Typ SBc im Sternbild Puppis am Südsternhimmel. Sie ist schätzungsweise 209 Millionen Lichtjahre von der Milchstraße entfernt und hat einen Durchmesser von etwa 55.000 Lj.

Wahrscheinlich bildet sie mit NGC 2201 gravitativ gebundenes Galaxienpaar.
Das Objekt wurde am 23. Januar 1835 von John Herschel entdeckt.